# هافدان غران اولسن
هافدان غران اولسن (بالنرويجية البوكمول: Halfdan Gran Olsen)‏ هو مجدف نرويجي، ولد في 7 أكتوبر 1910 في برغن في النرويج، وتوفي بنفس المكان في 16 يناير 1971.

## وصلات خارجية
- هافدان غران اولسن على موقع الاتحاد الدولي للتجديف (الإنجليزية)
- هافدان غران اولسن على موقع أوليمبيديا (الإنجليزية)